# Institut de formation des professionnels de santé
Un institut de formation des professionnels de santé (IFPS) en France est une école spécialisée formant aux professions paramédicales. Ces instituts délivrent les diplômes d’État indispensables dans l'exercice des métiers paramédicaux. Ils sont rattachés auprès du Ministère de la Santé, des agences régionales de santé, ou auprès des centres hospitaliers universitaires (CHU).

## Types d'institut de formation
Les instituts de formation des professionnels de santé regroupe tous les instituts de formation paramédicaux en France tels que, :
- Institut de formation en soins infirmiers (IFSI)
- Institut de formation d'aides soignants (IFAS)
- Institut de formation d'auxiliaires de puériculture (IFAP)
- Institut de formation en masso-kinésithérapie (IFMK)
- Institut de formation de manipulateur d’électroradiologie médicale (IFMEM)
- Institut de formation de pédicurie-podologie (IFPP)
- Institut de formation en ergothérapie (IFE)
- Institut de formation en psychomotricité (IFP)
- Institut de formation des cadres de santé (IFCS)
- Institut de formation d'ambulancier (IFA)

## Diplômes délivrés par les instituts de formation
Deux de ces diplômes sont des diplômes nationaux de l'enseignement supérieur :
- diplôme d’État d'infirmier en pratique avancée[4] ;
- diplôme d’État d'audioprothésiste[5].

Autres diplômes :
- diplôme d'État d'infirmier[6] ;
- diplôme d'État d'infirmier de bloc opératoire[7] ;
- diplôme d'État d'infirmier anesthésiste[8] ;
- diplôme d'État de puéricultrice[8] ;
- diplôme d'État d'ergothérapeute[9] ;
- diplôme d'État de psychomotricien[10] ;
- diplôme d'État de manipulateur d'électroradiologie médicale[11] ;
- diplôme d'État de pédicure-podologue[12] ;
- diplôme d'État de masseur-kinésithérapeute[13] ;
- diplôme d'État de diététicien[14] (en cours de création)[15] ;
- diplôme d'État de technicien de laboratoire médical[16] ;
- diplôme d'État d'aide-soignant[17] ;
- diplôme d'État d'auxiliaire de puériculture[18] ;
- diplôme d'État d'ambulancier[19].

D’autres professions paramédicales réglementées nécessitent un diplôme national de l’enseignement supérieur : le certificat de capacité d’orthophoniste et le certificat de capacité d’orthoptiste.